# Peck (Idaho)
Peck – miasto w Stanach Zjednoczonych, w stanie Idaho, w hrabstwie Nez Perce.